# Giacomo Sintini
Giacomo Sintini (né le 16 janvier 1979 à Lugo, dans la province de Ravenne en Émilie-Romagne) est un joueur italien de volley-ball. Il mesure 1,96 m et joue passeur. Il totalise 77 sélections en équipe d'Italie.

## Biographie
Il avait signé pour le club polonais du Jastrzębski Węgiel pour la saison 2011-2012 mais il a dû interrompre temporairement sa carrière afin de soigner un lymphome. Il fait son retour à la compétition le 12 mai 2013.

## Clubs
| Club                              | De        | À         |
| --------------------------------- | --------- | --------- |
| Porto Ravenne Volley              | 1998-1999 | 1999-2000 |
| Volley Forlì                      | 2000-2001 | 2000-2001 |
| Sisley Volley                     | 2001-2002 | 2001-2002 |
| Umbria Volley                     | 2002-2003 | 2004-2005 |
| Associazione Sportiva Volley Lube | 2005-2006 | 2006-2007 |
| Umbria Volley                     | 2007-2008 | 2009-2010 |
| Lokomotiv Belgorod                | sep 2010  | nov 2010  |
| Volley Forlì                      | nov 2010  | avr 2011  |
| inactif                           | 2011-2012 | 2011-2012 |
| Trentino Volley                   | 2012-2013 | ...       |

## Palmarès

### Club et équipe nationale
- Championnat du monde des moins de 19 ans (1)
  - Vainqueur : 1997
- Championnat d'Europe (1)
  - Vainqueur : 2005
- Championnat d'Europe des moins de 19 ans (1)
  - Vainqueur : 1997
- Championnat du monde des clubs (1)
  - Vainqueur : 2013
- Coupe de la CEV puis Challenge Cup (2)
  - Vainqueur : 2006, 2010
- Championnat d'Italie (2)
  - Vainqueur : 2006, 2013
  - Finaliste : 2002, 2005
- Coupe d'Italie (1)
  - Vainqueur : 2013
- Supercoupe d'Italie (3)
  - Vainqueur : 2001, 2006, 2013
  - Perdant : 2012

### Distinctions individuelles
- Meilleur passeur du championnat d'Italie 2004-2005
- Meilleur passeur de la finale de la coupe de la CEV 2006
- Meilleur passeur de la finale de la Challenge Cup 2010
- Meilleur joueur de la finale du championnat d'Italie 2012-2013